# Plinthocoelium
Plinthocoelium is een kevergeslacht uit de familie van de boktorren (Cerambycidae). De wetenschappelijke naam van het geslacht werd voor het eerst geldig gepubliceerd in 1924 door Schmidt.

## Soorten
Plinthocoelium omvat de volgende soorten:
- Plinthocoelium chilensis (Blanchard, 1851)
- Plinthocoelium cobaltinum (LeConte, 1873)
- Plinthocoelium columbinum (Guérin-Méneville, 1838)
- Plinthocoelium domingoensis (Fisher, 1922)
- Plinthocoelium koppei Schmidt, 1924
- Plinthocoelium schwarzi (Fisher, 1914)
- Plinthocoelium suaveolens (Linnaeus, 1768)
- Plinthocoelium xanthogastrum (Bates, 1880)